# Anny Rüegg
Anny Rüegg-Hardmeier (Chur, 1912 - Zürich, 1 mei 2011) was een Zwitserse alpineskiester. In 1934 werd zij wereldkampioene in de afdaling en in 1935 in de slalom.

## Biografie
Anny Rüegg-Hardmeier was een tante van de Zwitserse olympische skikampioene Yvonne Rüegg.

## Belangrijkste resultaten

### Wereldkampioenschappen
| Jaar | Plaats       | Discipline  | Onderdeel  | Resultaat |
| ---- | ------------ | ----------- | ---------- | --------- |
| 1934 | Sankt Moritz | alpineskiën | afdaling   | Goud      |
| 1934 | Sankt Moritz | alpineskiën | combinatie | Brons     |
| 1935 | Mürren       | alpineskiën | afdaling   | Brons     |
| 1935 | Mürren       | alpineskiën | combinatie | Zilver    |
| 1935 | Mürren       | alpineskiën | slalom     | Goud      |